# Анатолиј Чубајс
Анатолиј Борисович Чубајс (рус. Анатолий Борисович Чубайс, блр. Анатоль Барысавіч Чубайс; Борисов, БССР, 16. јуни 1955) бивши је руски политичар. Он је активни државни савjетник Руске Федерације 1. класе.
16. јануара 1996. године Анатолиј Чубајс, творац програма приватизације, поднео је оставку на место првог заменика премијера Русије.